# Adama amphion
Adama amphion är en insektsart som beskrevs av Rauno E. Linnavuori och Al-ne'amy 1983. Adama amphion ingår i släktet Adama och familjen dvärgstritar. Inga underarter finns listade i Catalogue of Life.